# Confrontos entre Atlético Goianiense e Vila Nova no futebol
Os confrontos entre Atlético Goianiense  e Vila Nova  constituem um importante clássico do futebol de Goiás, por reunir dois dos maiores campeões do Campeonato Goiano.

## História
Clube pioneiro do futebol em Goiânia, o Atlético-GO foi um dos principais difusores do futebol em Goiás, fundado em 1937 e sendo o representante do bairro de Campinas, caracterizado como importante pólo comercial da cidade.,[carece de fontes?] sendo também, o primeiro campeão goiano, em 1944, e o primeiro clube goiano campeão brasileiro pelo Campeonato Brasileiro de Futebol de 1990 - Série C.
Já o Vila Nova, fundado em 1943 em um bairro de operários do bairro da Vila Nova que trabalhavam na construção da cidade de Goiânia, tem raízes populares, foi o primeiro tri e tetracampeão goiano da era profissional, bem como o primeiro clube do Centro-Oeste a disputar uma competição nacional pela Taça Brasil de 1963 e internacional pela Copa CONMEBOL de 1999. 
Coube a este clássico ser o segundo a ser disputado válido pelo Campeonato Goiano de Futebol, em 1944, tendo terminado com vitória do Atlético-GO por 11–0. No ano seguinte, a primeira vitória do Vila Nova, por 6–3.
Tendo sido disputados até hoje 15 jogos válidos pelos Campeonato Brasileiro de Futebol Série B e Série C, o Vila Nova venceu o Atlético-GO pela primeira vez em 2023, pela 34ª rodada do Campeonato Brasileiro de Futebol de 2023 - Série B por 2 a 1 para o colorado, sendo portanto, 8 vitórias do Atlético-GO; 1 vitória do Vila Nova e 7 empates.
O Vila Nova foi campeão goiano e o Atlético-GO vice em 1961, e em 1979, no primeiro tricampeonato goiano da História do Estádio Serra Dourada. Já o Atlético-GO foi campeão goiano sobre o Vila Nova no ano de 1970 à época se o Vila Nova ganhasse o último jogo entre as equipes seria campeã, mas o jogo ficou em 0–0.

## Maiores públicos
1. Atlético-GO 1–1 Vila Nova, 56 854, 30 de junho de 1976, Campeonato Goiano (rodada dupla)
2. Atlético-GO 1–1 Vila Nova, 40 909, 16 de junho de 1976, Campeonato Goiano

## Confrontos em competições nacionais

### Campeonato Brasileiro
Série B
Atlético-GO e Vila Nova se enfrentaram 17 vezes pela Série B, com 7 vitórias para o Atlético, 8 empates e 2 vitórias para o Vila Nova.
| Data       | Estádio         | Casa        | Visitante   | Placar | Gols (casa)                                    | Gols (visitante)                      |
| ---------- | --------------- | ----------- | ----------- | ------ | ---------------------------------------------- | ------------------------------------- |
| 20/09/1989 | Serra Dourada   | Atlético-GO | Vila Nova   | 1–1    |                                                |                                       |
| 28/10/1989 |                 | Vila Nova   | Atlético-GO | 1–2    |                                                |                                       |
| 24/02/1991 | Antonio Accioly | Atlético-GO | Vila Nova   | 1–1    |                                                |                                       |
| 13/03/1991 | Serra Dourada   | Atlético-GO | Vila Nova   | 0–0    |                                                |                                       |
| 20/06/2009 | Serra Dourada   | Vila Nova   | Atlético-GO | 2–3    | Gil 25', Washington 81'                        | Marcão 10', Robston 16', Gilson 90+1' |
| 26/09/2009 | Serra Dourada   | Atlético-GO | Vila Nova   | 2–1    | Márcio 11', Antônio Carlos 65'                 | Dida 79' (pen)                        |
| 01/08/2014 | Serra Dourada   | Vila Nova   | Atlético-GO | 0–2    |                                                | Marcus Winícius 26', André Luís 32'   |
| 31/10/2014 | Serra Dourada   | Atlético-GO | Vila Nova   | 3–1    | Kayke 41', Diogo Campos 44', Júnior Viçosa 82' | Christianno 34'                       |
| 28/05/2016 | Serra Dourada   | Atlético-GO | Vila Nova   | 2–1    | Júnior Viçosa 36', Pedro Bambu 90+1'           | Fabinho 14'                           |
| 03/09/2016 | Serra Dourada   | Vila Nova   | Atlético-GO | 0–0    |                                                |                                       |
| 16/06/2018 | Serra Dourada   | Vila Nova   | Atlético-GO | 0–0    |                                                |                                       |
| 06/10/2018 | Antonio Accioly | Atlético-GO | Vila Nova   | 2–2    | Thiago Santos 70' (pen), Júlio César 77'       | Alan Mineiro 8', Diego Giaretta 89'   |
| 13/07/2019 | Antonio Accioly | Atlético-GO | Vila Nova   | 2–0    | Gilvan 35', Mike 76'                           |                                       |
| 11/10/2019 | Serra Dourada   | Vila Nova   | Atlético-GO | 1–1    | Bruno Mezenga 84'                              | Mike 32'                              |
| 01/07/2023 | Antonio Accioly | Atlético-GO | Vila Nova   | 1–1    | Lucas Gazal 88'                                | Marlone 90+6'                         |
| 28/10/2023 | OBA             | Vila Nova   | Atlético-GO | 2–1    | Rodrigo Gelado 80', Rafael Donato 90+4'        | Luiz Felipe 48'                       |
| 28/06/2025 | OBA             | Vila Nova   | Atlético-GO | 1–0    | Bruno Xavier 84'                               |                                       |

Série C
| Data       | Estádio       | Casa        | Visitante   | Placar | Gols (casa)                          | Gols (visitante)                               |
| ---------- | ------------- | ----------- | ----------- | ------ | ------------------------------------ | ---------------------------------------------- |
| 16/09/2007 | Serra Dourada | Atlético-GO | Vila Nova   | 0–0    |                                      |                                                |
| 30/09/2007 | Serra Dourada | Vila Nova   | Atlético-GO | 2–2    |                                      |                                                |
| 21/10/2007 | Serra Dourada | Vila Nova   | Atlético-GO | 1–3    | Alex Oliveira 82'                    | Claudinho Baiano 38', Marquinhos 58', Jair 90' |
| 22/11/2007 | Serra Dourada | Atlético-GO | Vila Nova   | 3–2    | Guerra 56', Lindomar 60', Márcio 74' | Wando 33', Guerra 80'                          |

## Títulos
Quadro comparativo
| Competições Nacionais                 | Atlético-GO | Vila Nova |
| ------------------------------------- | ----------- | --------- |
| Brasileirão Série B                   | 1           | 0         |
| Brasileirão Série C                   | 2           | 3         |
| Torneio Integração da CBD             | 1           | 0         |
| Competições Estaduais                 | Atlético-GO | Vila Nova |
| Campeonato Goiano                     | 18          | 16        |
| Super Campeonato Goiano               | 0           | 1         |
| Copa Goiás                            | 2           | 3         |
| Torneio Início                        | 5           | 4         |
| Campeonato Goiano - 2ª Divisão        | 1           | 2         |
| Copa Leonino Caiado de Futebol        | 0           | 2         |
| Taça Maguito Vilela (1997)            | 0           | 1         |
| Torneio Imprensa (1974)               | 0           | 1         |
| Seletiva para o Campeonato Brasileiro | 0           | 1         |
| Torneio Goiásrural (1973)             | 1           | 0         |
| Competições Municipais                | Atlético-GO | Vila Nova |
| Taça Cidade de Goiânia                | 2           | 6         |
| Citadino de Goiânia                   | 5           | 1         |
| Início do Citadino de Goiânia         | 1           | 0         |
| Total                                 | 39          | 41        |